# سوزان باور (كاتبة)
سوزان باور (بالإنجليزية: Susan Power)‏ هي كاتِبة أمريكية، ولدت في 1961.